# 2017년 2월 대한민국 민중총궐기
2017년 2월 대한민국 민중총궐기, 또는 제7차 민중총궐기는 2017년 2월 24일 ~ 2월 25일 벌어진 대한민국의 민중총궐기 시위이다. 정식 명칭은 박근혜 4년, 너희들의 세상은 끝났다이다.

## 진행
촛불집회에 앞서 24일부터 1박2일 집회를 시작했다. 24일 오후 3시부터 서울 강남구 대치동 특검팀 사무실 앞, 정부종합청사와 SK서린빌딩을 지나 청년희망재단을 거쳐 광화문 광장에 도착했다.
25일 민주노총 등 노동자·농민·빈민·시민단체 등으로 구성된 민중총궐기 투쟁본부는 '박근혜정권 4년, 너희들의 세상은 끝났다'를 주제로 민중총궐기 투쟁대회를 개최했다.
최종진 민주노총 위원장 직무대행은 "지금 대한민국에는 촛불과 태극기의 싸움이 아니라 정의의 촛불이 범죄자를 몰아내는 투쟁이 진행되고 있다"며 "박근혜·재벌총수 구속과 헬조선 타파가 역사의 과제이자 촛불의 명령"이라고 말했습니다.
집회에는 더불어민주당 대선주자인 문재인 전 대표, 이재명 성남시장, 국민의당 박지원 대표, 정의당 심상정 대표 등 야권 정치인들도 참석했다. 사전에 테러 위협 첩보가 입수된 문 전 대표 곁에는 경찰 신변보호조가 따라붙었다.
참가자들은 각계 시국발언, 공연 등으로 이뤄진 본 집회가 끝난 뒤 일제히 촛불을 껐다가 빨간색 종이를 대고 촛불을 켜는 '레드카드(퇴장)' 퍼포먼스를 선보였다. 이어 청와대와 헌법재판소, 대기업 사옥 방면으로 행진했다.
일부 참가자는 탄핵 반대단체가 태극기를 내세우는 데 반발해 다른 참가자들에게 노란 리본을 매단 태극기를 나눠주기도 했다. '부정부패와 독재정권이 오염시킨 태극기를 새로운 태극기로 바꾸자'는 내용의 펼침막도 등장했다.

## 참가 인원
퇴진행동은 이날 집회에 1,078,130명이 참가했다고 발표했다. 경찰은 17,000명이 투입되었다.